# Рейнбоу Драйв
Рейнбоу Драйв (англ. Rainbow Drive) — американський трилер 1990 року.

## Сюжет
Крутий детектив Майкл Галлахер керує відділом вбивств в поліції Голлівуду. Розслідування звірячого вбивства п'ятьох людей на вулиці Рейнбоу Драв стає для нього справою честі. Пошук злочинців веде Майкла з самих низів кримінального світу Лос-Анджелеса на верхи фінансової і політичної влади. І чим ближче він підходить до розгадки, тим наполегливіше йому пропонують припинити справу. Але Почуття обов'язку змушує Майкла безкомпромісно йти до кінця. Кожен крок наближає його до мети, і кожен крок може стати для нього останнім.

## У ролях
- Пітер Веллер — Майк Галлахер
- Села Ворд — Лаура Деммінг
- Девід Карузо — Ларрі Хаммонд
- Тоні Джей — Макс Холлістер
- Джеймс Лоренсон — Ханс Рорідж
- Джон Грайз — Аззоліні
- Генрі Дж. Сандерс — Марвін Берджесс
- Кріс Малкі — Іра Розенберг
- Девід Найдорф — Берні Максвелл
- Брюс Вайц — Ден Кроуфорд
- Челсі Росс — Том Катлер
- Рутаня Олда — Мардж Кроуфорд
- Меган Маллаллі — Ава Зіфф
- Майкл Брюс — Руді